# Pseudosphenoptera chimaera
Pseudosphenoptera chimaera är en fjärilsart som beskrevs av Rothschild 1911. Pseudosphenoptera chimaera ingår i släktet Pseudosphenoptera och familjen björnspinnare. Inga underarter finns listade.